# Lombos Ferenc
Lombos Ferenc (eredeti neve: Leisztinger Ferenc; 1951-ig) (Győr, 1923. március 8. – Győr, 2011. március 16.) magyar autószerelő, politikus, párttitkár, országgyűlési képviselő.

## Életpályája

### Iskolái
Nyolc elemit végzett. A Győri Vagongyárban motorszerelő szakmát tanult. 1949-ben elvégezte az öthónapos pártiskolát. 1952–1954 között a Pártfőiskola nappali tagozatos hallgatója volt. 1959-ben elvégezte az MSZMP Központi Bizottsága Pártfőiskoláját. 1964-ben ipar-üzemgazdasági iskolát végzett. 1968-ban elvégezte a Zrínyi Miklós Katonai Akadémiát.

### Pályafutása
1938–1945 között a Győri Vagongyárban dolgozott. 1944-től katona volt, frontszolgálatot nem teljesített. Sopronkőhidán esett hadifogságba; 1945. áprilisában szabadult.

### Politikai pályafutása
1945-ben lépett be a Magyar Kommunista Pártba motorszerelője, 1948-tól ugyanott üzemi főbizalmi, majd üzemi káderes. 1949–1950 között az MDP Győr Városi Bizottságának első titkára volt. 1950–1951 között az MDP Dunapentelei Bizottságának első titkára volt. 1951–1952 között a MDP Dunapentelei Bizottságának másodtitkára volt. 1954–1955 között az MDP Sztálinvárosi Városi Bizottságának első titkára volt. 1955–1956 között az MDP Központi Vezetősége Párt- és Tömegszervezetek Osztályának helyettes vezetője volt. 1956. november 15.-től 1957-ig az MSZMP Győr-Sopron Megyei Ideiglenes Intéző Bizottságának elnöke volt. 1957. május 31. és 1966. szeptember 9. között az MSZMP Győr-Sopron megyei Bizottságának első titkára volt. 1958. november 19. és 1967. január 28. között a Hazafias Népfront Győr-Sopron megyei országgyűlési képviselője volt. 1959. december 5. és 1966. december 3. között az MSZMP Központi Bizottsága tagja volt. 1966. szeptember 9. és 1985. június 27. között a Győr-Sopron Megyei Tanács Végrehajtó Bizottságának elnöke volt. 1975. június 15. és 1980. március 6. között a Győr-Sopron megye 5. számú egyéni választókerület országgyűlési képviselője volt. 1980-ig a Győr megyei Tanács elnöke volt.

## Családja
Szülei: Leisztinger József kovácssegéd és Ládics Anna volt.

## Művei
- Számvetés a közös gazdálkodás éveiről (Csáki Istvánnal; Társadalmi Szemle, 1962. 7.)
- Műemlékvédelem Győr-Sopron megyében (Műemlékvédelem, 1968. 3.)

## Díjai
- Magyar Népköztársasági Érdemrend V. fokozata (Leisztinger Ferenc néven, 1950)
- Munka Érdemrend (1955; 1959)
- Magyar Szabadság Érdemrend ezüst fokozata (1957)
- Munka Érdemrend arany fokozata (1964, 1972, 1978)
- Felszabadulási Jubileumi Emlékérem (1970)
- a Munka Vörös Zászló Érdemrendje (1978, 1985)
- Győr díszpolgára (1986)